# Polder I im Hochwasserrückhaltebecken Salzderhelden
Der Polder I im Hochwasserrückhaltebecken Salzderhelden ist ein Naturschutzgebiet in den niedersächsischen Städten Einbeck und Northeim im Landkreis Northeim. Der Polder ist Teil des Hochwasserrückhaltebeckens Salzderhelden.

## Geographie
Das Naturschutzgebiet mit dem Kennzeichen NSG BR 097 ist rund 523 Hektar groß. Es besteht aus zwei Teilflächen, die direkt an das zwischen den beiden Teilen liegende Naturschutzgebiet „Leineniederung Salzderhelden“ grenzen. Der südliche Teil des Naturschutzgebietes grenzt zusätzlich noch an das Naturschutzgebiet „Wasservogelreservat Northeimer Seenplatte“. Das Naturschutzgebiet ist Bestandteil des EU-Vogelschutzgebietes „Leinetal bei Salzderhelden“. Es ist gleichzeitig Wildschutzgebiet und dient dem Schutz bestandsbedrohter Federwildarten. So ist im Naturschutzgebiet die Jagd auf Rebhühner, Höckerschwäne, Wildgänse und Wildenten, Blässhühner und Möwen untersagt. Das Gebiet steht seit dem 16. September 1995 unter Naturschutz. Zuständige untere Naturschutzbehörde ist der Landkreis Northeim.
Das Naturschutzgebiet liegt in der Leineniederung zwischen Northeim im Süden und dem Einbecker Ortsteil Salzderhelden im Norden. Es stellt einen Teil des Polder I als Teil des Hochwasserrückhaltebeckens Salzderhelden unter Schutz und liegt vollständig innerhalb der Verwallung des Hochwasserrückhaltebeckens. Es wird von der Leine durchflossen und bei Hochwasser der Leine sowie bei einem Einstau des Hochwasserrückhaltebeckens überflutet bzw. überstaut. Der übrige Teil des Polder I ist vollständig Bestandteil des Naturschutzgebietes „Leineniederung Salzderhelden“.
Der nördliche Teil des Naturschutzgebietes wird von ausgedehnten Grünlandflächen mit eingestreuten Baumgruppen, Hecken und Gräben, der Leine und einem großen Stillgewässer geprägt. Die Grünlandflächen werden zum Teil extensiv, zum Teil mäßig intensiv genutzt. Teilbereiche werden von seggenreichen Nasswiesen eingenommen. Das Stillgewässer liegt östlich der Leine und ist als Sekundärlebensraum künstlich angelegt worden. Es zeichnet sich durch einen Wechsel von flachen und tieferen Wasserflächen aus. Die Uferbereiche werden überwiegend von Schilfflächen und Gebüschen eingenommen. Der Flusslauf der Leine wird von Gebüschen und Galeriewäldern begleitet.
Der südliche Teil wird ebenfalls von Grünlandflächen sowie Wasserflächen an einer Geschiebesperre in der Leine geprägt. Im Bereich der Geschiebesperre wurde der Flusslauf verbreitert, um die Fließgeschwindigkeit zu verringern und die Ablagerung von Geröll und Sedimenten der Leine und der Rhume, die etwas oberhalb des Naturschutzgebietes in die Leine fließt, zu gewährleisten. Hierdurch wird sichergestellt, dass das Stauwerk in Salzderhelden nicht zugeschlämmt wird. Gleichzeitig sind wertvolle Flachwasserhabitate im Verlauf der Leine entstanden. Die Uferbereiche der Leine werden hier von Auwald eingenommen. Im Zuge von 2011 durchgeführten Naturschutzmaßnahmen wurden im Bereich der Geschiebesperre zusätzliche Kiesbänke als Rückzugsraum und Brutstätte für Vögel angelegt.

## Fauna
Das Naturschutzgebiet ist ein wichtiger Lebensraum für an feuchte und nasse Standorte gebundene Tier- und Pflanzenarten, darunter zahlreiche Vogelarten, für die es auch als Rast- und Überwinterungsgebiet dient. Es stellt ein Vogelbrutgebiet nationaler Bedeutung dar. So können hier rund 100 Brutvögel nachgewiesen werden, darunter Weißstorch, Kranich, Wachtel, Rebhuhn, Wachtelkönig, Bläss-, Teich- und Tüpfelsumpfhuhn, Wasserralle, Kiebitz, Bekassine, verschiedene Entenarten, darunter Schnatter-, Krick-, Knäk- und Löffelente, Singvögel wie Braun- und Blaukehlchen, Schaf- und Gebirgsstelze, Neuntöter, Wiesenpieper, Schilf-, Teich- und Sumpfrohrsänger, Feld- und Rohrschwirl sowie Nachtigall. Auch Zwergsumpfhuhn und Schlagschwirl konnten bereits nachgewiesen werden. Entlang der Verwallung brüteten früher Steinschmätzer, nachdem große Steine auf dem Deich zugunsten eines Rasens entfernt worden waren, erlosch der Bestand jedoch.

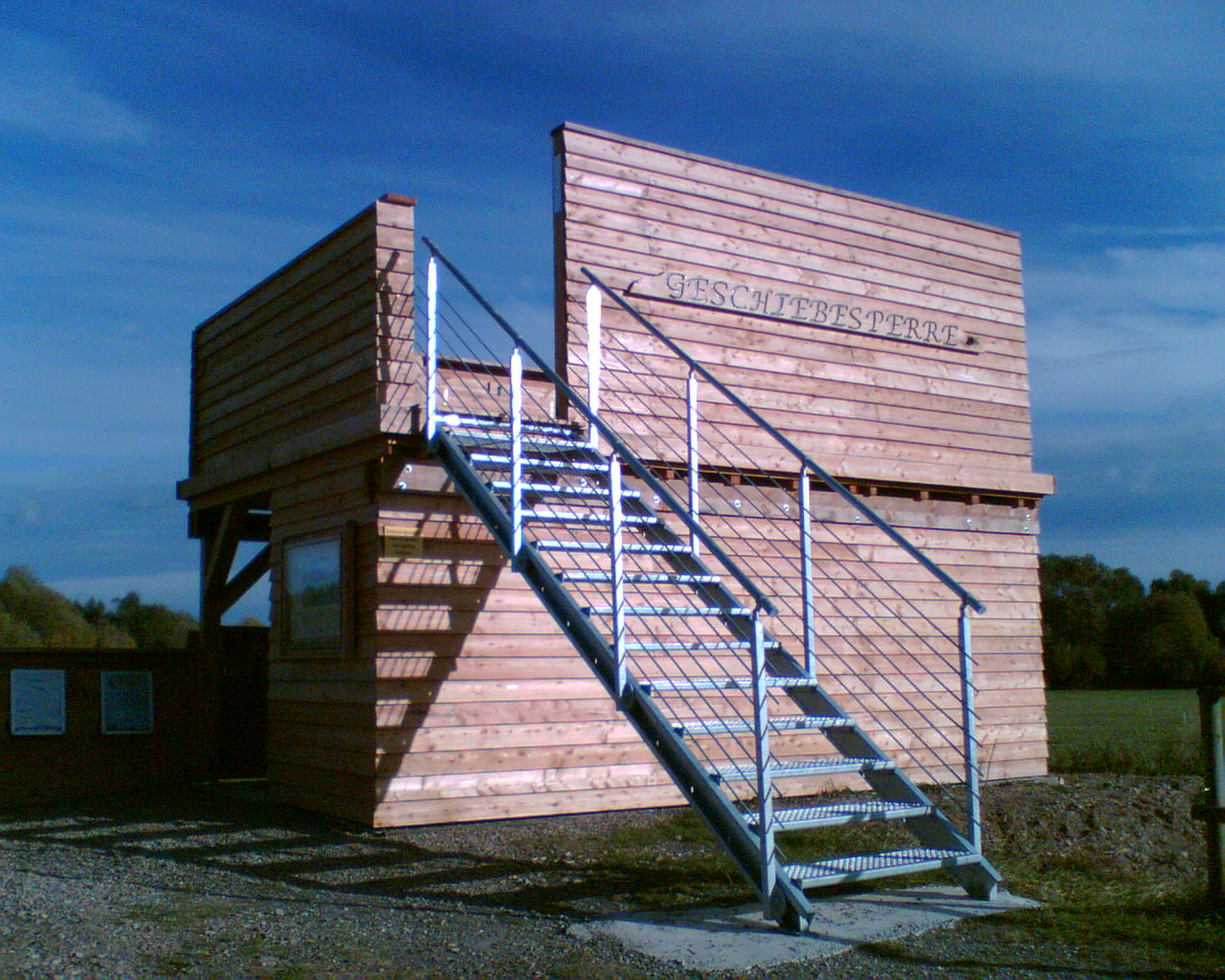
Aussichtsplattform an der Geschiebesperre

Zur Zugzeit ist das Naturschutzgebiet wichtiges Rastgebiet für Wasser- und Watvögel. Enten, Gänse und Limikolen kommen dann in großer Zahl vor. So sind u. a. Pfuhlschnepfe, Zwergstrandläufer, Kiebitzregenpfeifer, Sanderling, Kiebitz und Goldregenpfeifer, aber auch seltene Gäste wie Sumpfläufer, Odinshühnchen, Teichwasserläufer, Doppelschnepfe, Steppenkiebitz, Stelzenläufer sowie Trauer-, Weißbart- und Weißflügelseeschwalbe und Schwarzhalstaucher zu beobachten. Auch Kraniche sowie Silberreiher nutzen den Polder für die Rast.
In den Wintermonaten rasten zahlreiche Gänse im Bereich des Naturschutzgebietes, darunter Graugänse, Waldsaat- und Blässgänse sowie Weißwangen-, Kanada- und Kurzschnabelgänse. Weiterhin überwintern hier Singschwäne. Auch verschiedene Greifvögel kommen hier vor bzw. überwintern im Gebiet, darunter Merlin, Wiesenweihe, Raufußbussard und Kornweihe.
Im südlichen Teil des Naturschutzgebietes sind u. a. Schnatterente, Zwergtaucher, Flussregenpfeifer, Waldwasserläufer, Eisvogel und Beutelmeise als Brutvögel zu finden. Schwarzstorch und Fischadler nutzen das Gebiet zur Nahrungssuche. Zur Zugzeit sind im Bereich der Flachwasserbereiche der Geschiebesperre zahlreiche Limikolen zu finden, darunter Schnepfen wie die Doppelschnepfe, Gras-, Sumpf-, Strand- und Wasserläufer, Regenpfeifer, Brachvogel und Odinshühnchen. Auch Möwen sowie verschiedene Seeschwalben nutzen das Gebiet zur Rast. Durch aufkommende Gehölze an den Leineufern hat das Gebiet für viele Vögel aber an Attraktivität verloren, weil die Gehölze Greifvögeln wie Habicht und Sperber als deckungsreiche Ansitzwarten für Jagdflüge dienen.
Am Rand des Naturschutzgebietes bei Hollenstedt befindet sich eine Aussichtsplattform, von der aus die Geschiebesperre gut einsehbar ist.